# 波茨茅斯鎮區 (密歇根州)
波茨茅斯鎮區（英語：Portsmouth Township）是位於美國密歇根州貝縣的一個特設鎮區。

## 地方資料
波茨茅斯鎮區的面積為52.10平方千米，當中陸地面積為51.80平方千米，而水域面積為0.30平方千米。根據2020年美國人口普查的數據，當地共有人口3224人，而人口密度為每平方千米61.88人。